# Brody Małe (województwo lubelskie)
Brody Małe – wieś w Polsce położona w województwie lubelskim, w powiecie zamojskim, w gminie Szczebrzeszyn. Przez miejscowość przebiega droga wojewódzka nr .
| SIMC    | Nazwa                | Rodzaj    |
| ------- | -------------------- | --------- |
| 0900695 | Alwa                 | część wsi |
| 0900703 | Szczebrzeszyn-Stacja | część wsi |

W latach 1954–1968 wieś leżała na terenie i była siedzibą władz gromady Brody Małe, po jej zniesieniu w gromadzie Szczebrzeszyn. W latach 1975–1998 miejscowość administracyjnie należała do ówczesnego województwa zamojskiego. We wsi do czerwca 2023 roku działała stacja kolejowa Szczebrzeszyn.  Obsługę przejął pobliski przystanek Szczebrzeszyn. 1 października 2023 roku oficjalnie oddano do użytku Salę Królestwa Świadków Jehowy.
Wieś jest sołectwem w gminie Szczebrzeszyn. Według Narodowego Spisu Powszechnego Ludności i Mieszkań z roku 2011 wieś miała 606 mieszkańców.
Wierni Kościoła rzymskokatolickiego należą do parafii Parafia św. Katarzyny w Szczebrzeszynie.

## Sport
W Brodach Małych funkcjonuje Klub Sportowy Alwa Brody Małe – amatorski klub piłkarski, założony w 1965 roku. Obecnie drużyna seniorów uczestniczy w rozgrywkach Klasy A, grupy zamojskiej. Piłkarze Alwy rozgrywają mecze na stadionie wiejskim znajdującym się w Brodach Małych.